# Алфа Ромео Авио
Алфа Ромео Авио е италианско подразделение на италианския автомобилен производител Алфа Ромео,за конструиране и производство на самолетни двигатели, задвижвания и конструкции.

## История
През 30-те години на XX век се зараждат първите идеи за създаване на подразделение на компанията, занимаващо се с разработнакат на авиомодели. Никола Ромео и други водещи инженери от компания правят скици и проекти за реализиране на подобни машини, повечето от тях остават само на хартия. Официално през 1941 година се създава компания за производство на авиационни двигатели наречена Алфа Ромео Авио. Производството започва в новоизградения завод на компанията в Сан Мартино, в близост до Помилияно Д`Арко, край Милано... Инженерът Джампаоло Гарсеа, е основна фигура в проектирането и разработването на подобни разработки. Създават се първите самолетни двигатели АЛФА 115 РЦ35 и РЦ15,съответно с мощност 700 и 800 конски сили. През следващите години повече от 16 000 самолетни двигатели, са произведени от Уго Габато, са лицензирани от Бристол. През 1982 г. Алфа Ромео продава 10% от дяла си на Аерииталия, още 60% от дяла е продаден през 1984 г. на Аерфер, който през 1986 г. също пое останалите 30% от акциите, притежавани от компанията.
- Алфа Ромео Юпитер
- Алфа Ромео 115
- Алфа Ромео 110
- Алфа Ромео 121
- Алфа Ромео 126
- Алфа Ромео 131
- Алфа Ромео Меркури